# 韋爾比夫卡 (戈羅季謝區)
49°13′20″N 31°16′16″E / 49.22222°N 31.27111°E
韋爾比夫卡（烏克蘭語：Вербівка）是位於烏克蘭中部的村莊，由切爾卡瑟州裡茲韋尼霍羅德卡區的維利沙納市鎮負責管轄。該村面積8.28平方公里，海拔高度150米，2021年人口987，人口密度每平方公里212.1人。